# 科尔马区
科尔马区（法語：arrondissement de Colmar）是法国上莱茵省的一个旧区。总面积666平方公里，总人口148444，人口密度223人/平方公里（2012年）。主要城镇为科尔马。2015年，科尔马区与里博维莱区合并为科尔马-里博维莱区（Arrondissement de Colmar-Ribeauvillé）。

## 辖区
科尔马区曾辖有62个市镇。